# Santa María (Chile)
Santa María ist eine Stadt und Kommune in der Provinz San Felipe de Aconcagua in der Región de Valparaíso in Chile. Bei der Volkszählung im Jahr 2017 hatte sie 15.241 Einwohner. Die Gemeinde erstreckt sich über eine Fläche von 166,3 km².

## Bevölkerung
Laut der Volkszählung des Nationalen Statistikinstituts von 2002 hatte Santa María 12.813 Einwohner (6427 Männer und 6386 Frauen). Davon lebten 8126 (63,4 %) in städtischen Gebieten und 4687 (36,6 %) in ländlichen Gebieten. Die Bevölkerung wuchs zwischen den Volkszählungen 1992 und 2002 um 10,7 % (1238 Personen). Im Jahr 2017 zählte man 15.241 Personen.